# جریان مارپیچی
جریان مارپیچی (انگلیسی: Helicoidal flow) به حرکت مارپیچی آب در یک رودپیچ گفته می‌شود و نمونه‌ای از جریان ثانویه به‌شمار می‌رود.
جریان مارپیچی یا حلزونی عامل مهمی در شکل‌گیری شیب لغزش و پرتگاه رودخانه در بخش پیچان‌رودی رودخانه است. حرکت مارپیچی یا حلزونی جریان آب به فرایندهای عمل هیدرولیکی و برسایش بخش بیرونی رودپیچ کمک می‌کند و با روفتن رسوبات در طول بستر رودپیچ و در امتداد بخش داخلی آن، سد شنی رودپیچی را پدیدی می‌آورد.